# Catops grandicollis
Catops grandicollis är en skalbaggsart som beskrevs av Wilhelm Ferdinand Erichson 1837. Catops grandicollis ingår i släktet Catops, och familjen mycelbaggar. Arten har ej påträffats i Sverige.